# Beaulne-et-Chivy
Pour les articles homonymes, voir Beaulne et Chivy (homonymie).
Beaulne-et-Chivy est une ancienne commune française, située dans le département de l'Aisne en région Hauts-de-France. Elle est actuellement intégrée à la commune de Vendresse-Beaulne. Elle a existé de la fin du XVIIIe siècle à 1923.

## Géographie
La commune avait une superficie de 4,86 km2.

## Toponymie
Beaulne est attesté sous les formes Behelna (1143) ; Belna (1184) ; Biaune (1207) ; Beaune (1223) ; Byanne (1389) ; Beaunne (1405) ; Paroisse de Saint-Victor-de-Beaulne (1679) ; Baune-et-Chivy (1709).

Du théonyme Belenos, dieu gaulois assimilé à Apollon.
Chivy, ancien hameau, est attesté sous les formes Chevis (1184) ; Chievi (1203) ; Chiviacum-super-Auxonam (1213) ; Chivi-super-Axonam, Chievi-super-Auxonam (1221) ; Chievi-super-Auxonem, Chievi-super-Axonam (1254) ; territorium de Chiviaco (1258) ; villa de Chivi (1264) ; Chivi-super-Auxonam (1279) ; Chivi-super-Axonam (1309) ; Chivi-sur-Aigne (1326) ; Chivi-sur-Ainsne (1327) ; Chivy-supra-Auxonam (1340) ; Chivy-sur-Aine (1389) ; Chivi-sur-Aixne, Chivi-sur-Aisne (1394) ; Civy-supra-Auxonam (XIVe siècle) ; Chivy-sur-Aixne (1401) ; Chivy-sur-Aisne (1411) ; Chivy-sur-Aysne (1463) ; ville de Chivi-Beaune (1474) ; Chevy-sur-Aisne (1488) ; Chivy-sur-Aynne (1498) ; Chivi-sur-Axne (1500) ; Chivy-et-Beaulne (1603) ; Ecclesia domini Petri Chiviaci-ad-Axonam (1629) ; Chivy-ad-Axonam (1629) ; Chivy-Beaulne (1685).

## Histoire
Elle a été créée à la Révolution française par la fusion des paroisses de Beaulne et de Chivy. Elle est supprimée à la suite d'un décret du 9 septembre 1923. Son territoire est alors rattaché à la commune voisine de Vendresse-et-Troyon qui prend le nom de Vendresse-Beaulne.

## Administration
Jusqu'à sa suppression en 1923, la commune faisait partie du canton de Craonne dans le département de l'Aisne. Elle appartenait aussi à l'arrondissement de Laon depuis 1801 et au district de Laon entre 1790 et 1795. La liste des maire de Beaulne-et-Chivy est :
| Période                                  | Période | Identité                       | Étiquette | Qualité         |
| ---------------------------------------- | ------- | ------------------------------ | --------- | --------------- |
| 1848                                     | 1852    | Charles Nicolas Hincelin       |           |                 |
| 1852                                     | 1871    | Jean Pierre Prosper Delahaigue |           | Premier mandat  |
| 1871                                     | 1874    | Nicolas Hincelin               |           | Premier mandat  |
| 1874                                     | 1876    | Jean Pierre Prosper Delahaigue |           | Deuxième mandat |
| 1876                                     | 1884    | Nicolas Hincelin               |           | Deuxième mandat |
| 1884                                     | 1896    | Ernest Thorin                  |           | Premier mandat  |
| 1896                                     | 1904    | Clovis Vilain                  |           |                 |
| 1904                                     | ?       | Ernest Thorin                  |           | Deuxième mandat |
| Les données manquantes sont à compléter. |         |                                |           |                 |

## Démographie
Jusqu'en 1923, la démographie de Beaulne-et-Chivy était :
| 1793 | 1800 | 1806 | 1821 | 1831 | 1836 | 1841 | 1846 | 1851 |
| ---- | ---- | ---- | ---- | ---- | ---- | ---- | ---- | ---- |
| 170  | 186  | 212  | 195  | 235  | 246  | 243  | 235  | 224  |

| 1856 | 1861 | 1866 | 1872 | 1876 | 1881 | 1886 | 1891 | 1896 |
| ---- | ---- | ---- | ---- | ---- | ---- | ---- | ---- | ---- |
| 253  | 275  | 249  | 231  | 221  | 204  | 189  | 168  | 162  |

| 1901 | 1906 | 1911 | 1921 | - | - | - | - | - |
| ---- | ---- | ---- | ---- | - | - | - | - | - |
| 164  | 160  | 161  | 9    | - | - | - | - | - |